# ألفرد لورينتز
ألفرد لوريتنز (بالألمانية: Alfred Lorenz)‏ هو ملحن ومحلِّل موسيقيّ ألمانيّ من أصل نمساويّ، ولد في 11 يوليو 1868، وتوفي في 20 نوفمبر 1939.
اُشتهِرَ لورينتز بعمله المُؤلَّف من أربع مجلَّدات والذي يعمل على إجراء تحليل شامل لمجموعة من أشهر أوبيرات ريتشارد فاغنر. كان لورينتز معروفًا بخبرته وواسع اطلاع علمه على بنية وتفاصيل الشكل الموسيقيّ الذي جاء به فاغنر. وكانت أفكاره حيال الأعمال الأوبراليَّة الفاغنريَّة واسعة القبول والتأثير. إذ يشير الباحث مكلاتشي إلى أنَّ الأطر المفاهميَّة التي وضعها لفهم الأوبرات الفاغنريَّة كادت أن تكون مقبولة إلى حدود شبه مطلقة.
عكست أعمال لورينتز درجة كبيرة من تعاطفه وتأيده للأيديولوجيا النازيَّة. وكان الباحثون عن جديد قد نفوا صحتها الأكاديميَّة.